# 제레미 믹스

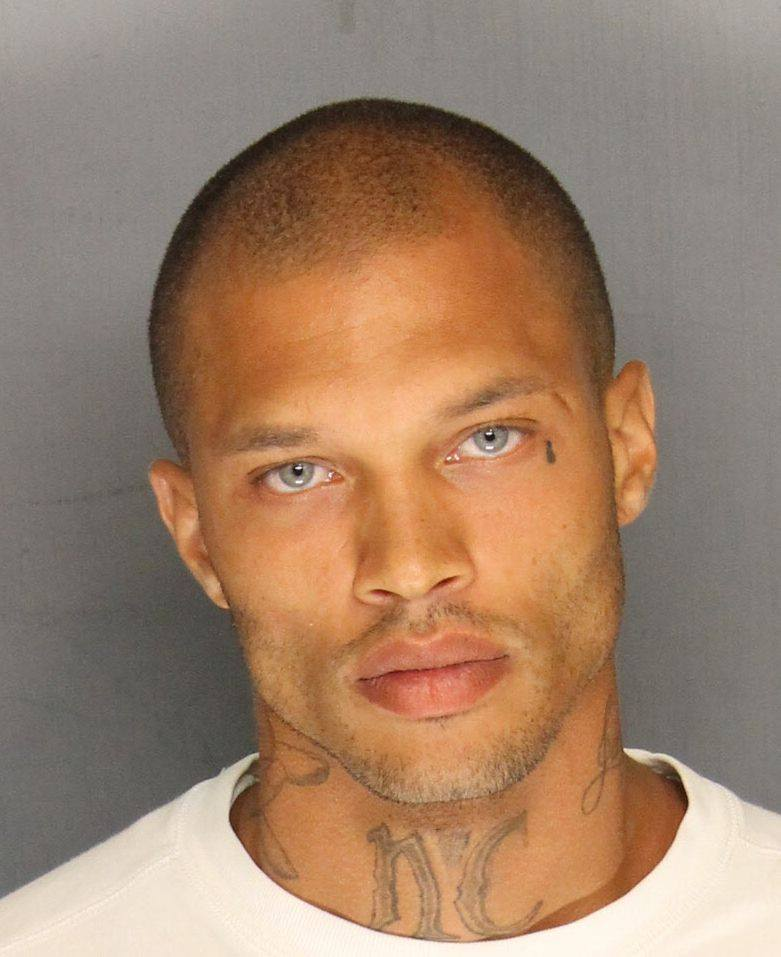

제레미 믹스(Jeremy Meeks, 본명: 제레미 레이 믹스, Jeremy Ray Meeks, 1984년 2월 7일 ~ )는 미국의 패션 모델이다. 크립스 스트리트 갱의 이전 구성이다. 범죄 조직을 청산시키는 시즈파이어(Ceasefire) 작전을 통해 2014년 체포되었으며 이후 경찰은 범인 식별용 얼굴 사진을 페이스북에 올렸다. 화기 소유 및 절도 혐의를 받았다.